# Drone (música)
Drone es un estilo de música minimalista que se caracteriza por el uso de sonidos, notas o clústers sostenidos o repetidos en el tiempo. A este tipo de sonido se le denomina pedal (llamado drone en inglés). Suelen ser habituales en este género las composiciones largas prácticamente desprovistas de variaciones armónicas durante toda la pieza.
Entre los músicos que se han dedicado a este género desde los años 1960 se puede incluir a Theater of Eternal Music (alias The Dream Syndicate: La Monte Young, Marian Zazeela, Tony Conrad, Angus Maclise, John Cale, et al.), Charlemagne Palestine, Eliane Radigue, Klaus Schulze, Tangerine Dream, The Velvet Underground, Pink Floyd, Robert Fripp, Brian Eno, Robert Rich, Steve Roach, Stars of the Lid, Earth, Coil, Sonic Boom, Phill Niblock, Sheila Chandra, Sunn O))), Throudos, Saåad, Jesús Borrero, Vlisa y Bass Communion.